# バリクパパン
バリクパパン（インドネシア語：Balikpapan、旧称:BillipapanもしくはBalikkappan）は、ボルネオ島東岸にある東カリマンタン州に属する港湾都市。バリックパパンとも表記する。この地方は資源が豊富なことで知られ、木材や鉱物資源、石油製品を輸出する。フェリー乗り場のあるスマヤン (Semayang) 港とカリアンガウ (Kariangau) 港、そしてスルターン・アジ・ムハンマド・スレイマン空港が同地への主な交通手段となる。インドネシアの新首都ヌサンタラから車で3時間ほどに位置し、首都の外港となる予定である。

## 地理
バリクパパン地方の地勢は、丘陵が85%を占め、その回りの海岸に沿った15%の狭い面積だけが平地となる。丘陵は隣接している谷より100m未満の高さのゆるやかなもので、バリクパパンの標高は海面0mから80mである。
バリクパパンの土の大部分は黄色でやや赤いポドソル性土壌と沖積土と石英砂を含んでいて、非常に浸食されやすい。

## 歴史
石油が発見される前は、バリクパパンは孤立したブギス (Bugis) 族の漁村だった。 バリクパパン（バリクが背後、パパンが板の意味）の語源は地元の王が自分の新生児の娘を敵から守るため、海の中に投げ入れたという伝説から生まれた。赤ん坊はいくつかの板の下につながれていて、漁師に発見された。
1897年に小さな精製会社が最初に油田の発掘を始めた。オランダの石油会社がこの地域に来て以来、道路、波止場、倉庫、事務所、バラック、バンガローの工事が始まった。1942年1月24日にバリクパパンでは日本軍と連合軍との間で戦闘となり、精油所その他の施設が大きく破壊された。ボルネオ島を支配下に置こうとする連合軍のボルネオの戦いにおいては、1945年のバリクパパンの戦いまでにいくつかの戦闘が続いた。
大規模な戦闘でこの地域のほとんど全ての石油生産設備が破壊され、ロイヤル・ダッチ・シェルが主な修理を行った。シェルはこの地で1965年まで操業を続け、同年にプルタミナ (en:Pertamina) はインドネシア政府の所有となった。石油埋蔵を探索するための技術、熟練労働力、資本が不足していたため、1970年代にプルタミナは石油採掘権請負を多国籍企業に又貸しした。
この地域における唯一の精油所となったバリクパパンは、石油生産の中心地として生き返った。国際的石油会社の支店設立に続き、プルタミナもこの都市に地域本部を開いた。インドネシアの他所からやってきた何百人もの労働者や、マネージャーや技術者といった手に職を持った海外勤務者がこの都市に押し寄せた。

## 行政
バリクパパンは下記と接している。
- クタイ・カータナガラ (Kutai Kartanagara) 地方（北側）
- マカッサル海峡（南側と東側）
- プナジャム・パスール・ウタラ (Penajam Paser Utara) 地方（西側）

## 人口
スハルト政権の間は対外投資の促進、特に天然資源と鉱物資源の開発の促進により、インドネシアは景気拡大で空前の成長となった。その政策は制御不能の環境破壊で大いに批判され、官僚と政治家を堕落させたが、それは資源の豊富な都市の開発を促進した。1970年代に材木と石油の輸出が劇的に増加し、バリクパパンは毎年7%ずつ人口が増加した。

## 経済
プルタミナ（インドネシア）、トタル（フランス）、シェブロン（米国）、SLB(米国)、ハリバートン（米国）などの多国籍企業がこの都市で商業活動を行っている。また政府の公共サービスがこの地域に労働者を引き付ける。これにはインドネシア銀行、財務部、スマヤン港、その他いくつかがある。
バリクパパン精油所はバリクパパン湾岸に位置し、2.5 km2の広さがある。この地域の最も古い精油所であり、1922年に設立された。第二次世界大戦では連合国によって破壊され、1950年に再建された。精油所はバリクパパンIとバリクパパンIIの2つに分かれる。
バリクパパンIには2つの粗油精製所がありナフサ、灯油、ガソリン、軽油、その他残余物を生産する。また高真空装置があり、100トン（約98英トン）のパラフィン油蒸留液 (POD) が生産され、ワックスの原料となる。ワックス自体にはいろいろな品質があり、国内と国外に販売される。
バリクパパンIIは1983年11月1日に開設。脱水素法と水素接触分解法による精油所があり、ガソリン、LPG、ナフサ、灯油、軽油を生産する。

## 交通
バリクパパンにある空港はスルターン・アジ・ムハンマド・スレイマン空港である。ここはインドネシア内でスカルノハッタ国際空港に次いで発着便数の多い空港で、大型旅客機も発着できる。
現在当空港を使用している航空会社は国内線がライオン・エア、スリウィジャヤ航空、国際線がシルクエアーである。
インドネシア内のイスラム教徒がメッカ巡礼（ハッジ）の出発地とする主な5箇所のうちの1つがこの空港となっている。1996年と1997年には4,500人以上の東カリマンタンの巡礼者が使用した。そして1997年から1998年までは東カリマンタン、南カリマンタン、中部スラウェシ、北スラウェシから巡礼者に供された。
またバリクパパンには空港の他にスマヤン港がある。ここはスラバヤ、マカッサル、ジャカルタ、パレパレ、マナドなど多くの地を結んでいる。1990年代では、船便での移動がごく一般的だった。しかしながら多くの格安航空会社の参入後、現在では船より飛行機がより多く使用される。
それ以外に東カリマンタンの沿岸地域を旅行するならペナジャム (Penajam) などのフェリーが代替手段としてある。

## 姉妹都市
- バンダレ・アッバース、イラン
- トリエステ、イタリア

## 首都移転
2019年8月26日、ジョコ・ウィドド大統領は首都を現在のジャカルタからバリクパパン近郊に移転すると明らかにした。この時点で新首都の地名は決まっていなかったが、2022年1月18日に中央政府議会が首都移転に必要な法律を可決し、新首都名がヌサンタラとなることが決定した。